# San Felice Circeo
San Felice Circeo is een gemeente in de Italiaanse provincie Latina (regio Latium) en telt 8218 inwoners (31-12-2004). De oppervlakte bedraagt 32,1 km², de bevolkingsdichtheid is 249 inwoners per km².
De volgende frazioni maken deel uit van de gemeente: Borgo Montenero, Mezzomonte, Colonia Elena, Pantano Marino, San Rocco, La Cona.

## Geschiedenis
- In 1931 werd de Zwitserse bankier en ondernemer James Aguet benoemd tot ereburger van San Felice Circeo.
- In 1975 kwam het dopje in het nieuws nadat er twee vrouwen gruwelijk werden gemarteld en verkracht. Deze misdaad is gekend als het bloedbad in Circeo

## Demografie
San Felice Circeo telt ongeveer 3305 huishoudens. Het aantal inwoners steeg in de periode 1991-2001 met 3,9% volgens cijfers uit de tienjaarlijkse volkstellingen van ISTAT.
| Jaar | Inwoneraantal |
| ---- | ------------- |
| 1991 | 7736          |
| 2001 | 8036          |

## Geografie
De gemeente ligt op ongeveer 98 m boven zeeniveau.
San Felice Circeo grenst aan de volgende gemeenten: Sabaudia, Terracina.

## Overleden
- James Aguet (1848-1932), bankier en ondernemer

Aprilia · Bassiano · Campodimele · Castelforte · Cisterna di Latina · Cori · Fondi · Formia · Gaeta · Itri · Latina · Lenola · Maenza · Minturno · Monte San Biagio · Norma · Pontinia · Ponza · Priverno · Prossedi · Rocca Massima · Roccagorga · Roccasecca dei Volsci · Sabaudia · San Felice Circeo · Santi Cosma e Damiano · Sermoneta · Sezze · Sonnino · Sperlonga · Spigno Saturnia · Terracina · Ventotene
1. ↑  https://demo.istat.it/?l=it.